# Аксуатська сільська адміністрація
Аксуа́тська сільська адміністрація (каз. Ақсуат ауылдық әкімдігі, рос. Аксуатская сельская администрация) — адміністративна одиниця у складі Єрейментауського району Акмолинської області Казахстану. Адміністративний центр та єдиний населений пункт — село Аксуат.
Населення — 561 особа (2021; 702 у 2009, 1589 у 1999, 4270 у 1989).
Станом на 1989 рік існувала Новодолинська сільська рада (села Новодолинка, Орнек, Токберле, Цілинне), з 1993 року — Новодолинський сільський округ. Село Токберлі ліквідовано 2001 року, село Орнек — 2005 року, село Цілинне — 2007 року. 2010 року округ перейменовано в Аксуатський сільський округ, 2013 року перетворено в сільську адміністрацію.

## Склад
До складу адміністрації входять такі населені пункти:
| Населений пункт | Колишні назви | Населення, осіб (1989) | Населення, осіб (1999) | Населення, осіб (2009) | Населення, осіб (2021) |
| --------------- | ------------- | ---------------------- | ---------------------- | ---------------------- | ---------------------- |
| Аксуат, село    | Новодолинка   | 2877                   | 1132                   | 702                    | 552                    |
| --Орнек, село   | -             | 602                    | 109                    | -                      | 9                      |
| Токберлі, село  | Токберле      | 268                    | 27                     | -                      | -                      |
| Цілинне, село   | -             | 523                    | 321                    | -                      | -                      |